# Eupithecia herefordaria
Eupithecia herefordaria is een vlinder uit de familie van de spanners (Geometridae). De wetenschappelijke naam van de soort is voor het eerst geldig gepubliceerd in 1923 door Cassino & Swett.